# Hans Walter (Schriftsteller)
Hans Walter (* 17. Januar 1912 in Brügg/Kanton Bern; † 24. Mai 1992 in Buchillon/Kanton Waadt) war ein deutschsprachiger Schweizer Schriftsteller, Aquarellist und Zeichner.

## Leben
Hans Walter wuchs in Biel auf. Er studierte Germanistik und Kunstgeschichte an den Universitäten in München und Berlin. Ab 1950 lebte er zurückgezogen mit seinem Lebenspartner, dem Bildhauer und Collagisten Hans Gerber als freier Schriftsteller im waadtländischen Buchillon. Neben seinem literarischen Werk, das vorwiegend aus Romanen, Erzählungen und Essays besteht, arbeitete Hans Walter zeitweise für verschiedene Feuilletons deutschsprachiger Zeitungen und schuf auch Zeichnungen und Aquarelle. Hans Walter erhielt u. a. 1943, 1950 und 1963 einen Preis der Schweizerischen Schillerstiftung, 1953 eine Ehrengabe des Kantons Zürich sowie 1973 eine Ehrengabe der Stadt Zürich.
Sein Nachlass befindet sich im Schweizerischen Literaturarchiv in Bern.

## Werke
- Ein Beschwörer seines Nichts, Berlin 1933
- Meine Stunde, Radolfzell 1934
- Der Lord und andere Erzählungen, Bern 1936
- Glückliches Land, St. Gallen 1941, mit einer Umschlagszeichnung von Gunter Böhmer
- Das alte Fräulein, Bern-Bümpliz [u. a.] 1942, mit Illustrationen von Fritz Deringer
- Der kleine Virtuose, Olten 1942, mit Zeichnungen von Gunter Böhmer
- Pluralis modestiae, Olten 1942
- Der törichte Schatten, St. Gallen 1942, mit einer Umschlagszeichnung von Gunter Böhmer
- Kleiner Alltag, St. Gallen 1943, Einband und Titelzeichnung von Gunter Böhmer
- Sommerliche Altstadt, Olten 1943
- Seeland, Bern-Bümpliz 1944, mit Zeichnungen von Tonio Ciolina
- Gedichte, St. Gallen 1946, mit einer Titelvignette von Gunter Böhmer
- Im Verborgenen, St. Gallen 1950, Einband und Zeichnungen von Gunter Böhmer
- Fina, Zürich 1952, mit Zeichnungen von Gunter Böhmer
- Am Abend der Zeit, Zürich [u. a.] 1953
- Güter dieses Lebens, Zürich 1953
- Von Tag zu Tag, Zürich 1954
- Märzensonne, Erinnerungsblatt, Bern 1955, mit Zeichnungen von Fernand Giauque
- Spiegelbilder, Zürich [u. a.] 1956
- Der Faden der Ariadne, Zürich [u. a.] 1958
- Die große Tour, Zürich [u. a.] 1962
- Mein Himmelsstrich, Zürich [u. a.] 1962, mit Zeichnungen von Hans Walter
- Im Wandel des Jahres, Zürich [u. a.] 1968
- Griechische Götter, München 1971
- Ein Bilderbogen, Bern 1973
- Der blaue Fauteuil, Zürich 1973
- Viele unter uns, Zürich 1974
- Mitläufer, Zürich 1977

## Herausgeberschaft
- Dein Herz weiß um Verborgenes, Zürich 1952, mit Illustrationen von Werner an der Matt
- Venedig, Zürich [u. a.] 1955, mit Photographien von Karl Jud
- Florenz, Zürich [u. a.] 1956, mit Photographien von Karl Jud
- Friedrich von Logau: Zum höchsten Gut in dieser Welt wählt jeder, was ihm selbst gefällt, Zürich 1956
- Groß sind auch die kleinen Dinge, Zürich [u. a.] 1960, mit Photographien von Karl Jud
- Joseph von Eichendorff: Wo ist die Sorge nun und Not, Zürich [u. a.] 1961, mit Zeichnungen von Gunter Böhmer
- Verzauberter Alltag, Zürich [u. a.] 1963
- Berge, Zürich [u. a.] 1967, mit Photographien von Karl Jud
- Wald, Zürich [u. a.] 1970, mit Photographien von Karl Jud
- Hans Gerber, Der Mensch und sein Werk, Benteli Verlag, Bern 1982

## Nachlass
Der gesamte literarische Nachlass von Hans Walter befindet sich im Schweizerischen Literaturarchiv (SLA). Darunter befinden sich Manuskripte, Typoskripte, die (grösstenteils) unveröffentlichten Tagebücher, unveröffentlichte Romane (z. B. "Toter Phöniz") sowie nicht publizierte Erzählungen. Ferner befindet sich der Briefwechsel mit Schriftstellern, wie beispielsweise Hermann Hesse, Max Frisch, Albrecht Goes, Hugo Marti, Joachim Maass, Peter Kilian, Hans Albrecht Moser, Josef Reinhart, Gustave Roud, Karl Schölly, Carl Seelig und Edzard Schaper sowie mit Literatur-, Geschichts- und Kunstwissenschaftlern wie Carl Jacob Burckhardt, Karl Schmid, Michael Stettler, Emil Staiger und Werner Weber im SLA.